# Bakopa
Bakopa (lat. Bacopa) je biljni rod trajnica iz porodice trpučevki  (Plantaginaceae). Pripada mu oko 60 vrsta (62 na trenutnom popisu)

## Ljekovitost
Šezdesetak vrsta ovoga roda autohtono je po svim kontinentima osim Europe, osobito po Americi, Africi i Aziji. Najpoznatija među njima, pa i najrasprostranjenija je ljekovita višegodišnja puzavica Bacopa monnieri, poznata pod rodovskim imenom kao bakopa, a u Indiji kao brahmi. Ova vrsta se stoljećima koristi u tradicionalnoj ayurvedskoj medicini. Bakopa se obično koristi za Alzheimerovu bolest, pamćenje i sposobnosti razmišljanja, anksioznost i poremećaj pažnje i hiperaktivnosti (ADHD), ali ne postoje dobri znanstveni dokazi koji bi poduprli bilo koju od ovih upotreba. 

## Vrste
1. Bacopa albida (Pennell) Standl.
2. Bacopa angulata (Benth.) Loefgr. & Edwall
3. Bacopa aquatica Aubl.
4. Bacopa arenaria (J.A.Schmidt) Loefgr. & Edwall
5. Bacopa aubletiana Scatigna
6. Bacopa australis V.C.Souza
7. Bacopa axillaris (Benth.) Standl.
8. Bacopa beccabunga (Griseb.) B.L.Rob.
9. Bacopa braunii (Ernst) Pennell
10. Bacopa callitrichoides (Kunth) Pennell
11. Bacopa caroliniana (Walter) B.L.Rob.
12. Bacopa cochlearia (Huber) L.B.Sm.
13. Bacopa congesta Chodat & Hassl.
14. Bacopa connata (Pennell) Pennell
15. Bacopa crenata (Benth.) Hepper
16. Bacopa debilis (Pennell) Aymard & J.O.Rangel
17. Bacopa decumbens (Fernald) F.N.Williams
18. Bacopa depressa (Benth.) Loefgr. & Edwall
19. Bacopa dubia (G.Don) Chodat & Hassl.
20. Bacopa egensis (Poepp.) Pennell
21. Bacopa eisenii (Kellogg) Pennell
22. Bacopa floribunda (R.Br.) Wettst.
23. Bacopa gracilis (Benth.) Loefgr. & Edwall
24. Bacopa gratioloides (Benth.) Chodat
25. Bacopa hamiltoniana (Benth.) Wettst.
26. Bacopa hirsuta (Hassl.) Descole & Borsini
27. Bacopa humifusa (Griseb.) B.L.Rob.
28. Bacopa imbricata (Benth.) Pennell
29. Bacopa innominata (M.Gómez) Alain
30. Bacopa lacertosa Standl.
31. Bacopa lanigera (Cham. & Schltdl.) Wettst.
32. Bacopa laxiflora (Benth.) Edwall
33. Bacopa lecomtei Bonati
34. Bacopa lisowskiana Mielcarek
35. Bacopa llanorum Aymard & J.O.Rangel
36. Bacopa longipes (Pennell) Standl.
37. Bacopa madagascariensis (Benth.) Pennell
38. Bacopa micromonnieria (Griseb.) B.L.Rob.
39. Bacopa minuta Borhidi & O.Muñiz
40. Bacopa monnieri (L.) Pennell
41. Bacopa monnierioides (Cham.) B.L.Rob.
42. Bacopa myriophylloides (Benth.) Wettst.
43. Bacopa neuwiedii Scatigna
44. Bacopa occultans (Hiern) Hutch. & Dalziel
45. Bacopa oxycalyx Alain
46. Bacopa paraguariensis Hassl.
47. Bacopa pennellii G.M.Barroso & Ichaso
48. Bacopa punctata Engl.
49. Bacopa reflexa (Benth.) Loefgr. & Edwall
50. Bacopa repens (Sw.) Wettst.
51. Bacopa reptans (Benth.) Wettst. ex Edwall
52. Bacopa rotundifolia (Michx.) Wettst.
53. Bacopa salzmannii (Benth.) Wettst.
54. Bacopa scabra (Benth.) Descole & Borsini
55. Bacopa scoparioides (Cham. & Schltdl.) Scatigna
56. Bacopa semiserrata (Schrank) B.L.Rob.
57. Bacopa serpyllifolia (Benth.) Pennell
58. Bacopa sessiliflora (Benth.) Pulle
59. Bacopa stemodioides (Pennell) Pennell
60. Bacopa stricta (Schrad.) Wettst. ex Edwall
61. Bacopa valerii Standl. & L.O.Williams
62. Bacopa verticillata (Pennell & Gleason) Pennell

## Sinonimi
Postoje mnogobrojni sinonimi ovog roda.